# 黄斑草莺
是雀形目蝗鶯科鷚鶯屬下的一種鳥類。這個物種僅分佈帝汶島上，在低地灌木叢和草叢生活，是種以小型無脊椎動物為食的肉食性鳥類。雖然其分佈被限制於帝汶島內，但在低地地區是相當常見的鳥類，因此其物種狀態被歸入無危物種。
該物種因長期未有進行系統發育分析，而被歸入一個單型屬下，但2018年的研究發現該物種嵌於其他大尾鶯屬及其他物種中而被建議重新劃分進2014年被重新建立的鷚鶯屬內。而本物種關係最接近的物種為棕鹨莺。

## 外部連結
- 維基物種上的相關：黄斑草莺